# Klosterkirche Ichtershausen

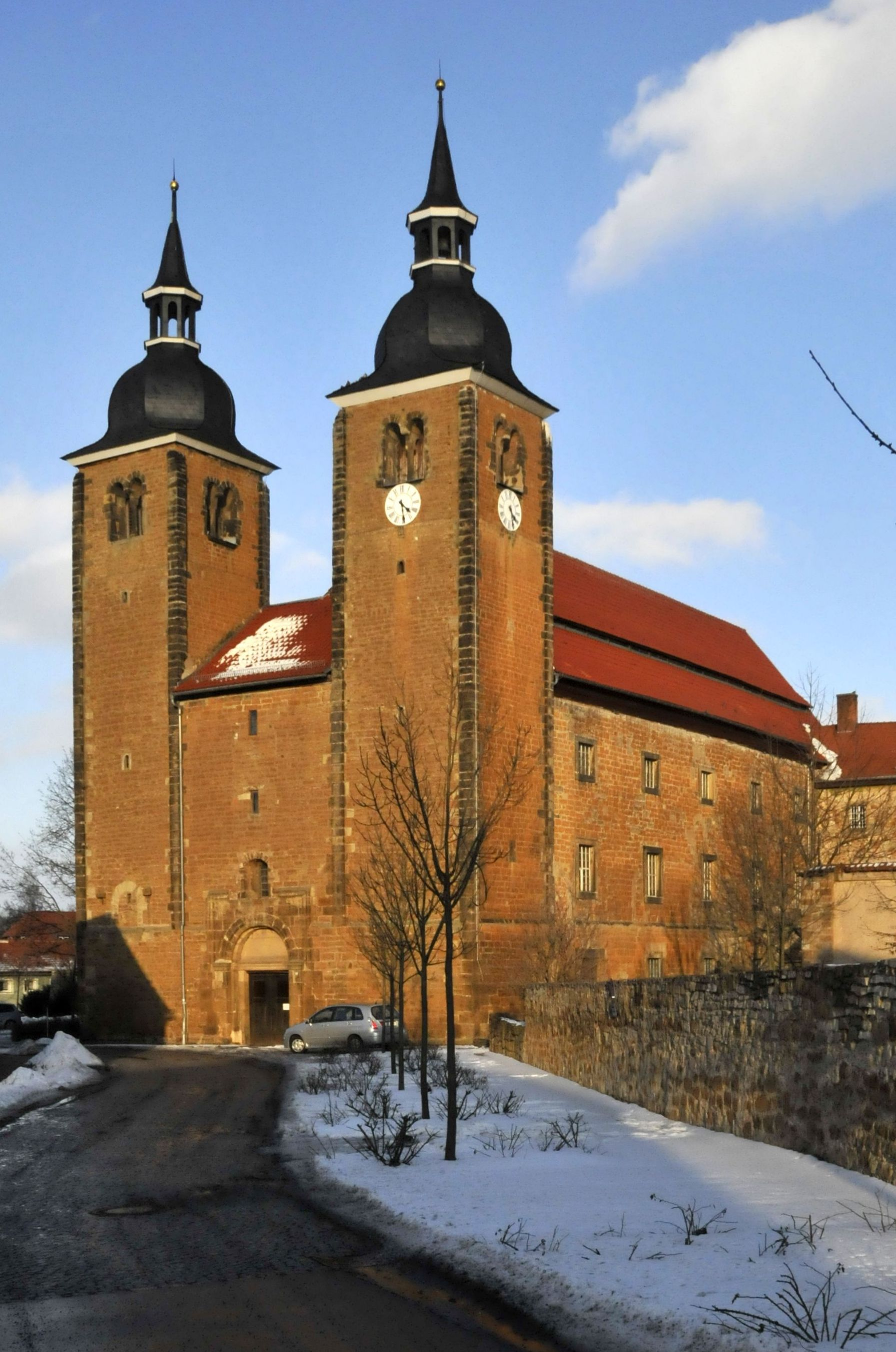
Frontansicht

Die Klosterkirche Ichtershausen (St. Georg und Marien) ist die Pfarrkirche des Dorfes Ichtershausen in Thüringen. Sie war bis zur Aufhebung des Klosters im Jahr 1539 die Abteikirche der Zisterzienserinnenabtei Ichtershausen, das eines der ersten Zisterzienserinnenklöster in Deutschland war. Mit seinem reichen Grundbesitz und einem personenstarken Konvent zählte es im Mittelalter zu den größten Klöstern in Thüringen. Infolge der Reformation wurde sie zur evangelischen Kirche.

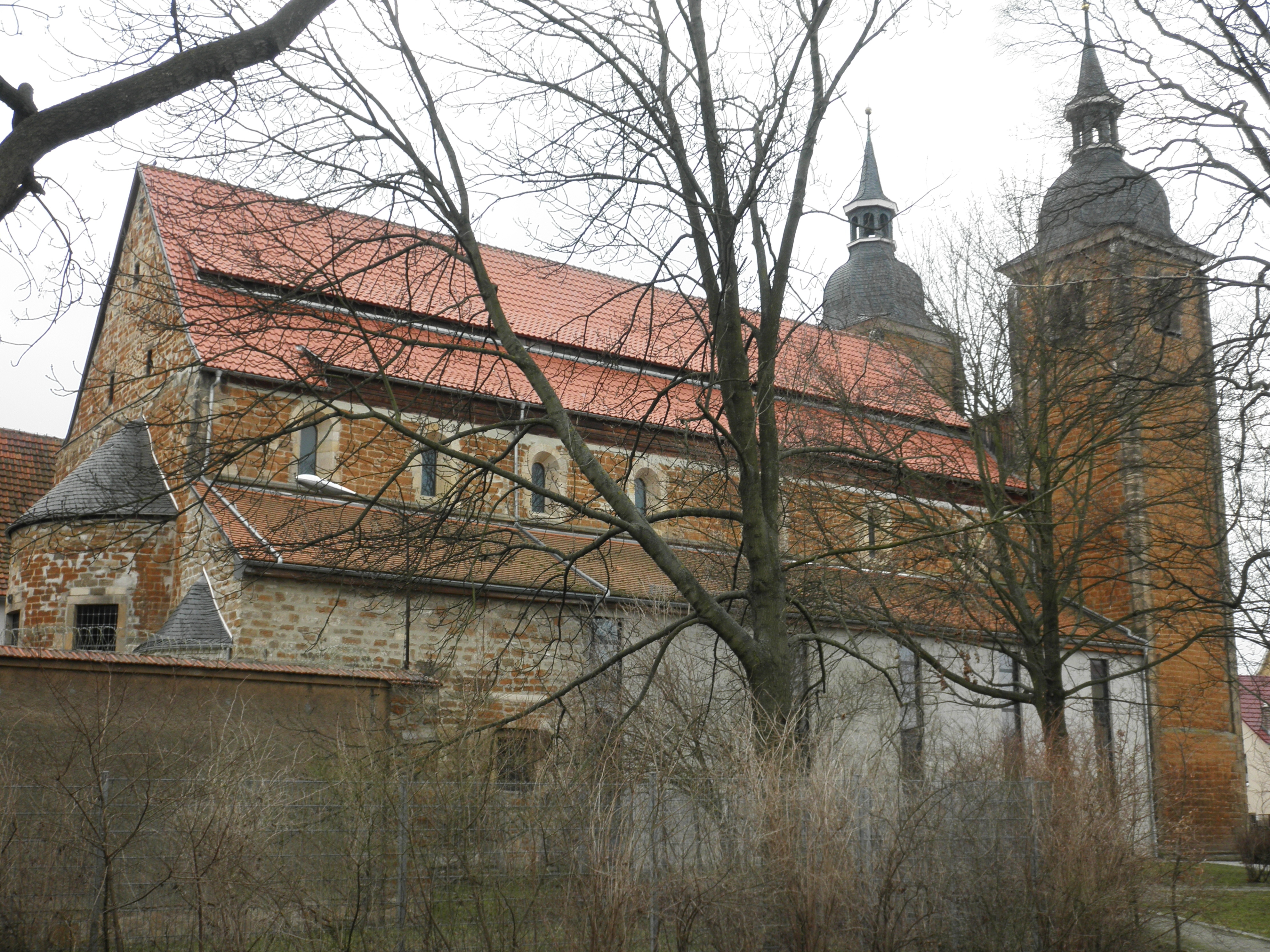
Nordansicht

## Geschichte
Baubeginn der Kirche war um 1100, 1133 wurde sie als Eigenkirche von Frideruna von Grumbach geweiht. Es handelt sich um eine romanische, dreischiffige Basilika mit einem dreiapsidialen Chorraum und zwei mächtigen Türmen an der Westseite. Im Jahr 1147 erfolgte die Umwandlung der Kirche in ein Kloster. Das Kirchenschiff ist mit dem Hauptgebäude des Alten Schlosses verbunden, die früher bestehenden Verbindungswege existieren nicht mehr. 1602 kam es zu einem Brand, der das Nordschiff zerstörte, worauf seine Reste abgetragen und die Bögen vermauert wurden (heute noch gut sichtbar). Anfang der 1960er Jahre hat man die Fürstenloge und den Kanzelaltar abgebrochen. Im Jahre 2000 wurde das Nordschiff in sehr einfacher Weise, die nicht zum historischen Gebäude passt, von Gefangenen der Justizvollzugsanstalt Ichtershausen wieder errichtet.

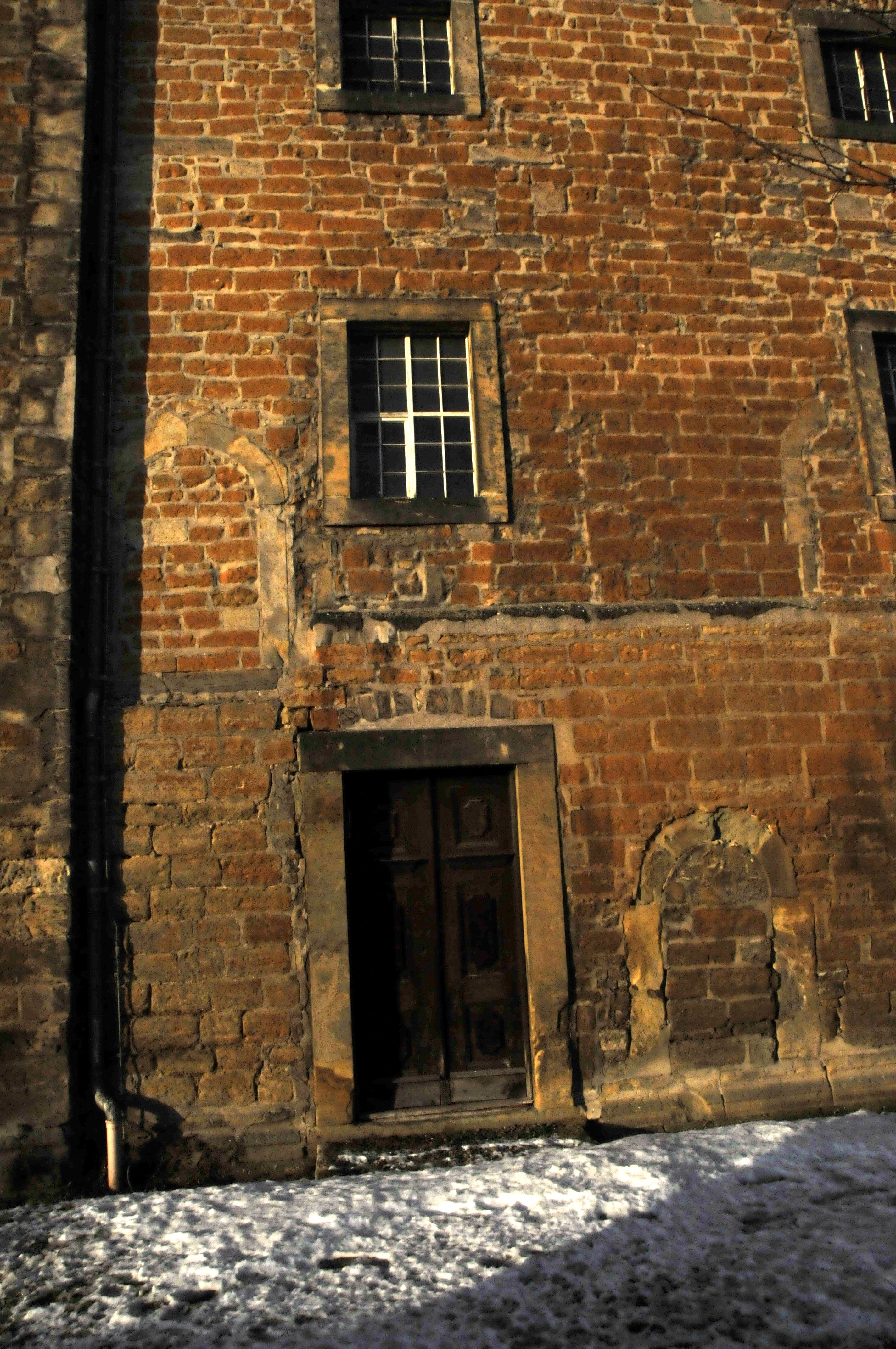
Teilansicht der Südseite mit zugemauerten Türbögen

Philipp von Schwaben wurde 1198 im Kloster zum deutschen König vorbestimmt (danach in Mühlhausen gewählt und in Mainz gekrönt). 1546 hielten die protestantischen Fürsten des Schmalkaldischen Bundes hier einen Kongress ab.
Der Dichter Wilhelm Hey war zwischen 1832 und 1854 Pfarrer der Kirche. Ihm ist ein Denkmal neben dem Kirchenschiff gewidmet. Die Grabstätten von Hey und seiner Frau, die sich auf dem Friedhof neben der Klosterkirche befanden, sind nicht erhalten.

## Ausstattung
Die Kirche hat auf der Südseite zwei Emporen. Die Thielemann-Orgel wird derzeit rekonstruiert. In der Kirche befinden sich einige mittelalterliche Gemälde.

## Heutige kirchliche Stellung
Die Kirche gehört zum Pfarrbereich Ichtershausen-Holzhausen im Kirchenkreis Arnstadt-Ilmenau der Evangelischen Kirche in Mitteldeutschland.

## Bilder

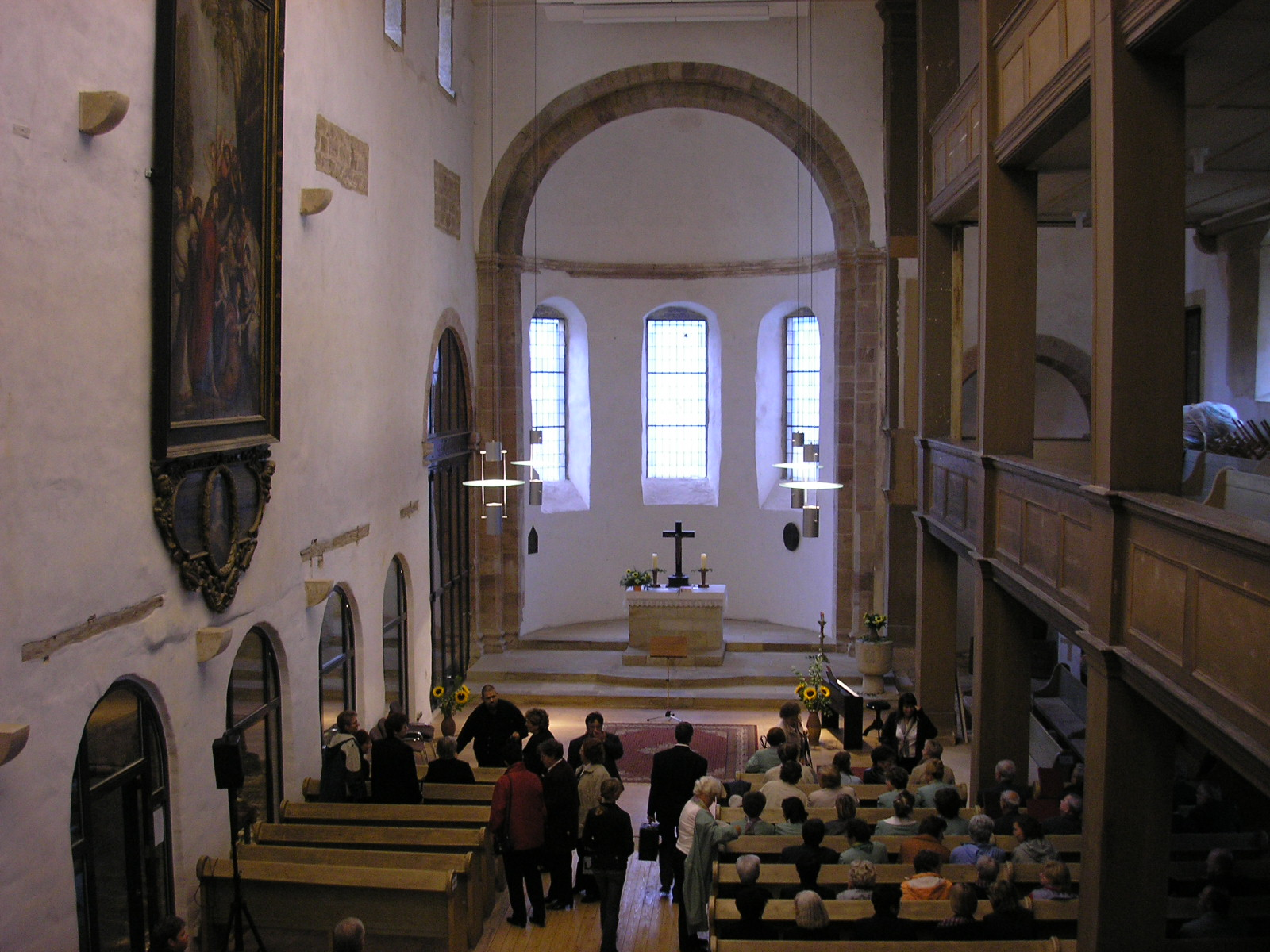
Innenansicht
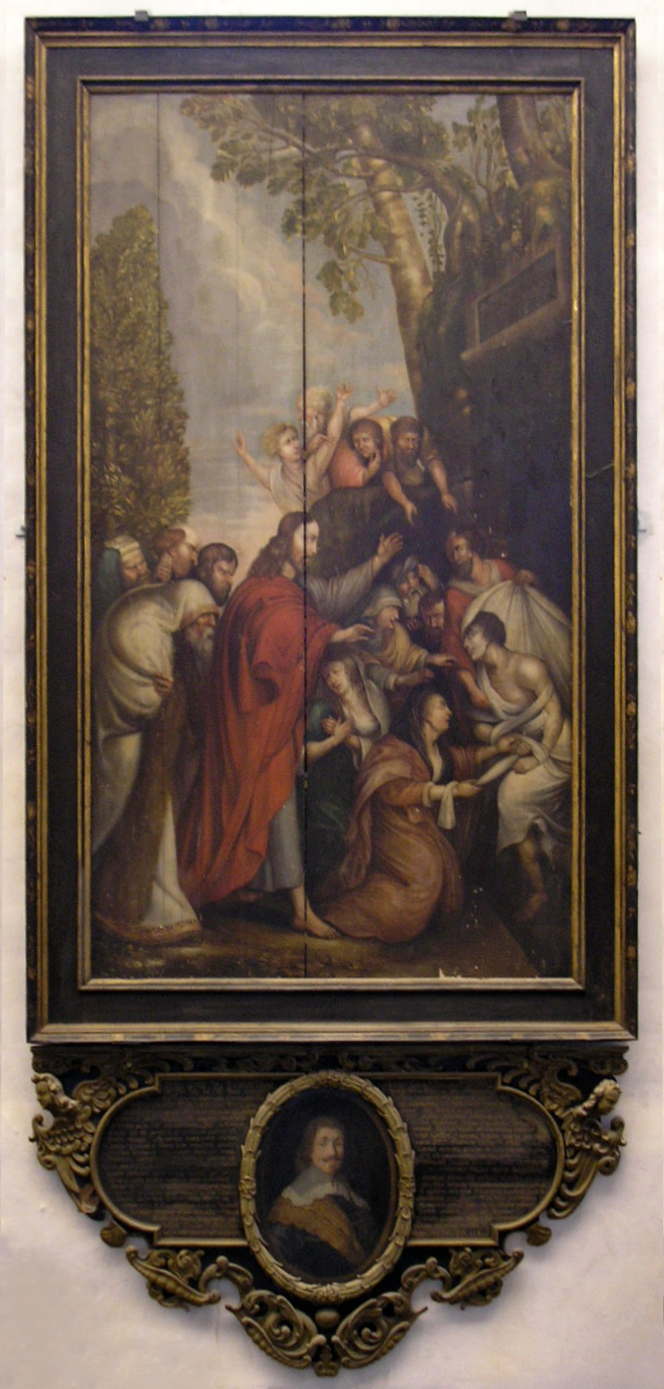
Jesusdarstellung
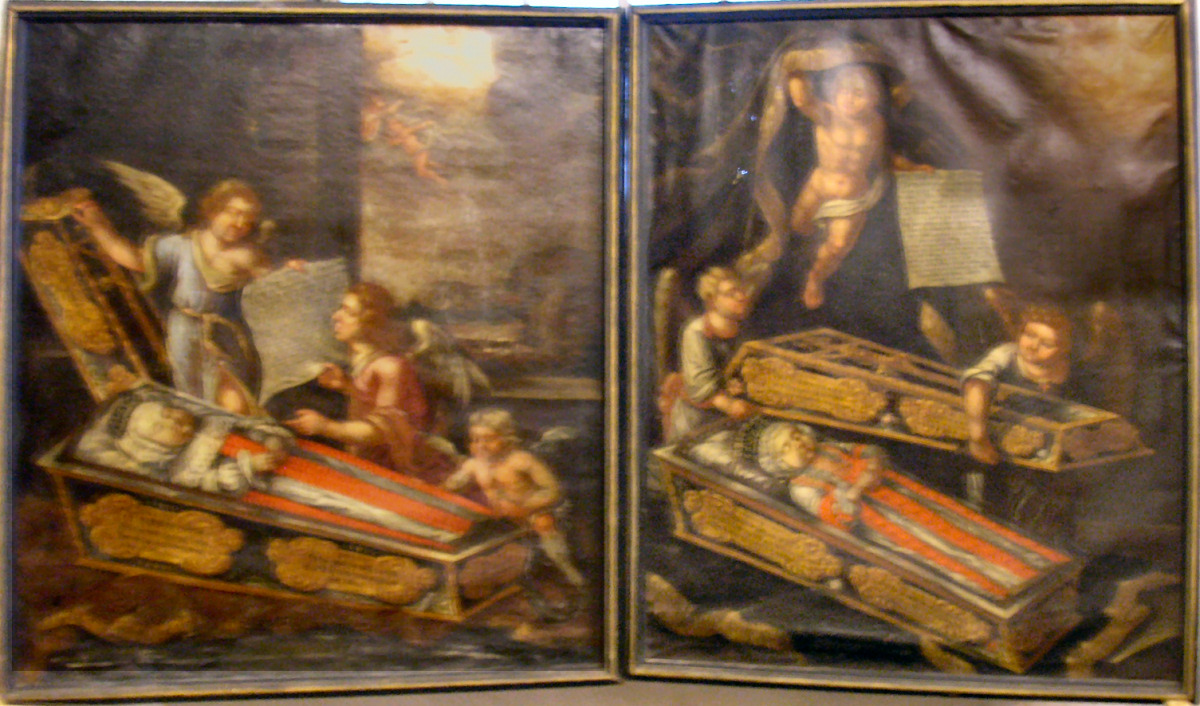
Darstellung einer toten Prinzessin
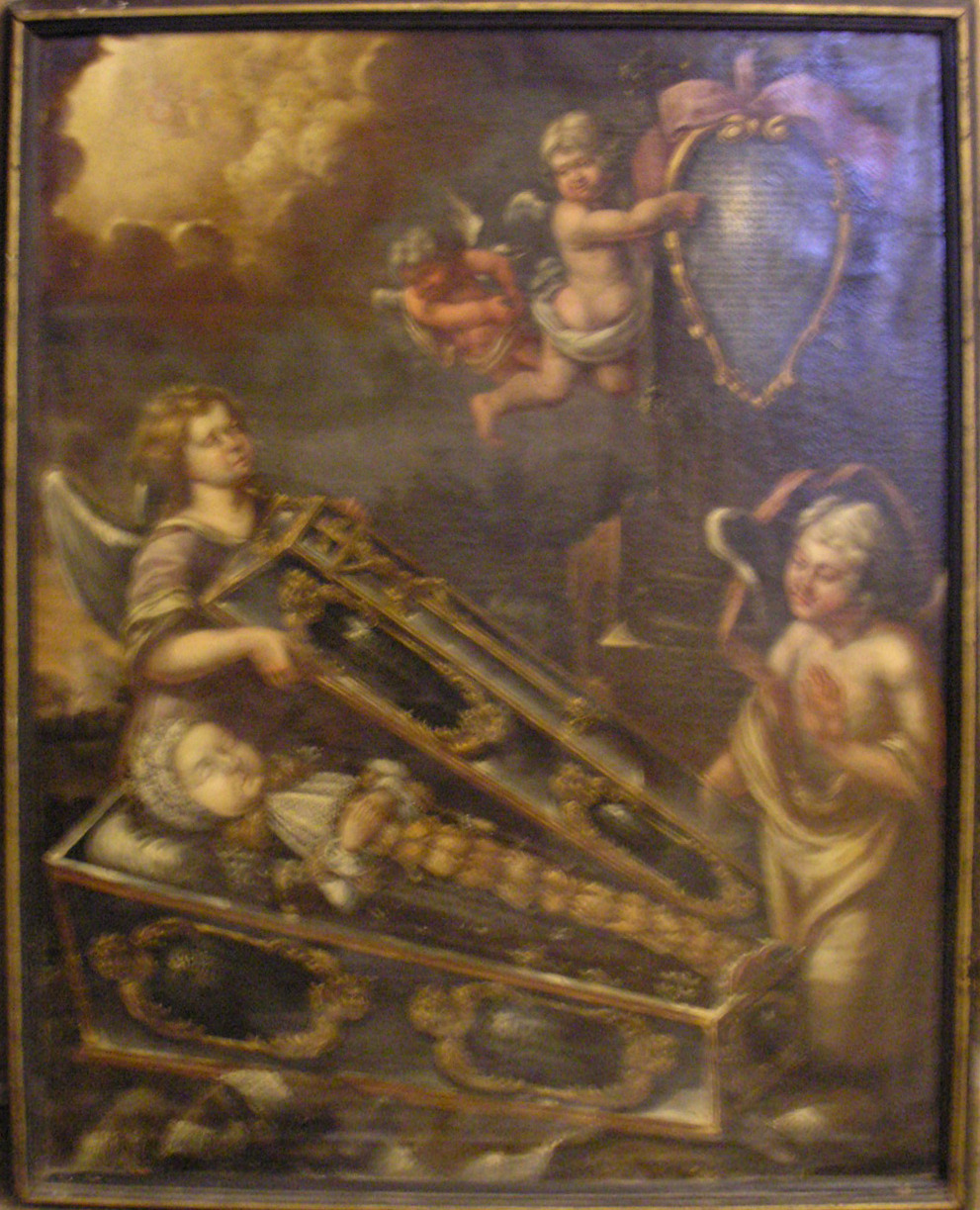
Darstellung einer toten Prinzessin
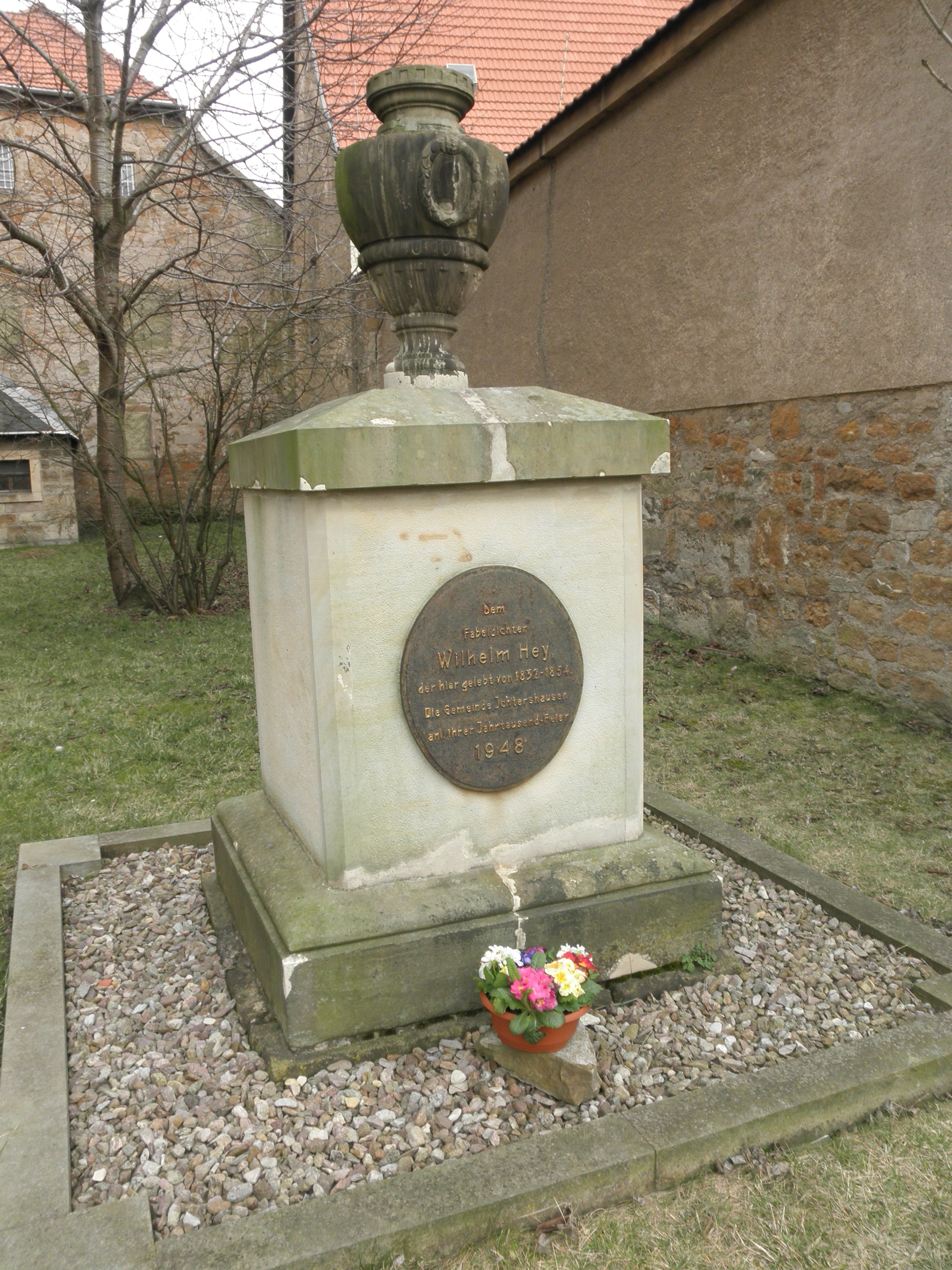
Denkmal für Wilhelm Hey neben der Kirche
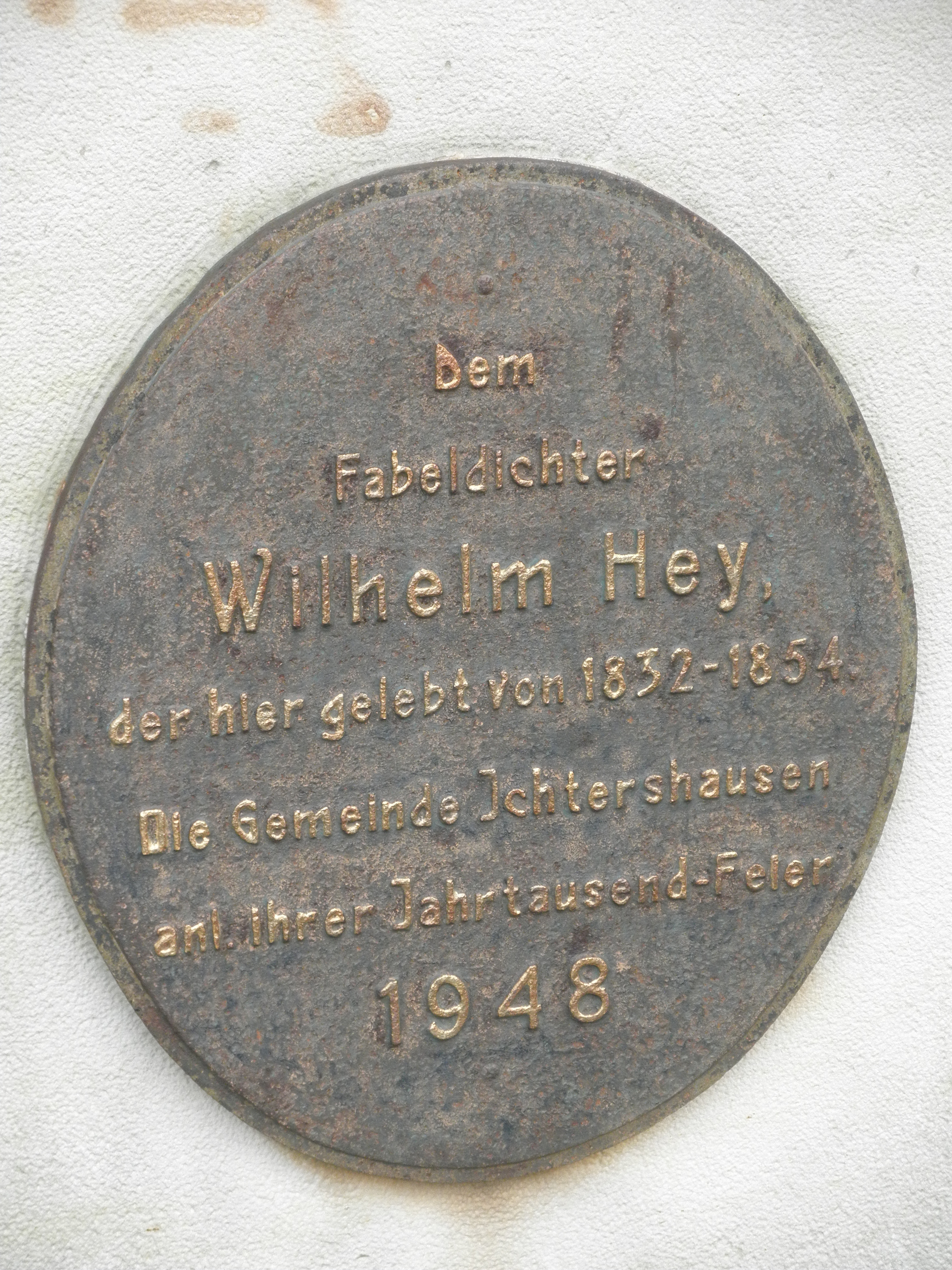
Tafel auf dem Denkmal

## Quelle
- Begleitheft zum Tag des offenen Denkmals im Ilm-Kreis 2007